# Волгоградское отделение Приволжской железной дороги
Волгоградское отделение Приволжской железной дороги — одно из отделений Приволжской железной дороги. Существовало вплоть до реоранизации дороги, в ходе которой отделения были упразднены, ныне вместо отделения — Волгоградский регион Приволжской железной дороги.

## Территория

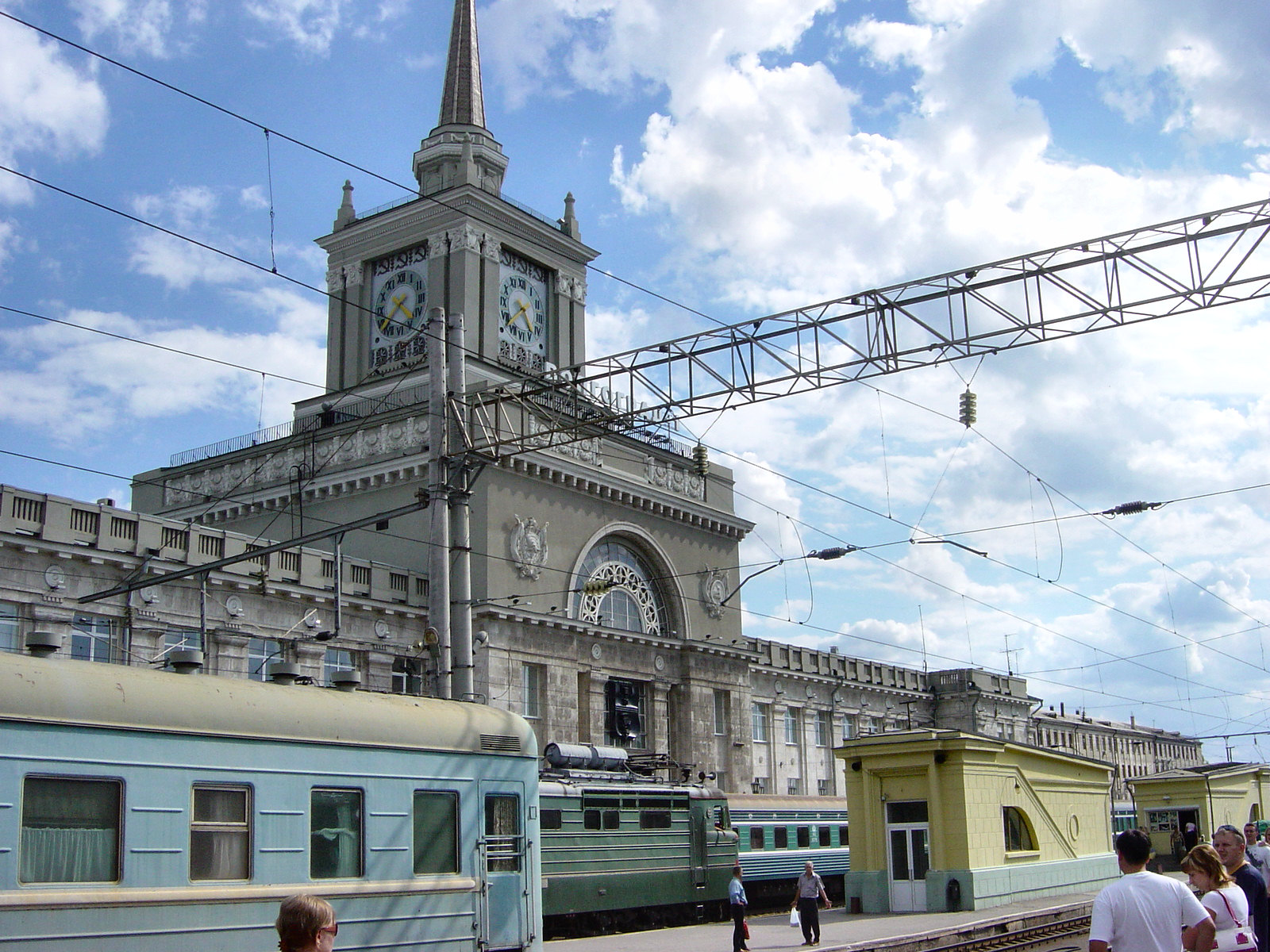
Вокзал на станции Волгоград I, вид с перрона

На 31 августа 2010 года Волгоградское отделение отделение граничило:
- с Юго-Восточной железной дорогой
  - на линии Иловля — Поворино по станции Дуплятка исключительно (с Лискинским отделением)
  - на линии Балашов I — Петров Вал по станции Ильмень включительно (с Ртищевским отделением)
- с Саратовским отделением (по станции Овражная)
- с Астраханское отделением (по станции Трубная)
- с Северо-Кавказской железной дорогой
  - на линии Волгоград — Лихая по станции Морозовская исключительно (с Ростовским отделением)
  - на линии Волгоград — Новороссийск по станции Котельниково включительно (с Ростовским отделением)

На 31 августа 2010 года территория Волгоградского отделения включала следующие линии:
- Волгоград I — Иловля
- Иловля I — Поворино (с веткой Урюпино — Алексиково)(до Дуплятки)
- Иловля II — Петров Вал
- Балашов I — Петров Вал (частично)
- Камышин — Петров Вал
- Петров Вал — Саратов III (частично)
- Гумрак — Иловля
- Волгоград — Котельниково
- Волгоград II — Морозовская
- Верхний Баскунчак — Волгоград I (частично)
- Волгоградский узел[1]

## Инфраструктура

### Локомотивные и моторвагонные депо
| Номер | Название        | Статус   | Станция         | Нас. пункт |
| ----- | --------------- | -------- | --------------- | ---------- |
| ТЧ-3  | Волгоград       | Работает | Волгоград-1     | Волгоград  |
| ТЧ-4  | им. М. Горького | Работает | им. М. Горького | Волгоград  |
| ТЧ-5  | Сарепта         | Работает | Сарепта         | Волгоград  |
| ТЧ-6  | Петров Вал      | Работает | Петров Вал      | Петров Вал |
| ТЧ-7  | Петров Вал      | Работает | Петров Вал      | Петров Вал |
| ТЧ-8  | Волгоград       | Работает | Волгоград-1     | Волгоград  |
| ТЧ-15 | им. М. Горького | Работает | им. М. Горького | Волгоград  |

### Дистанции пути
- ПЧ-5 Арчединская дистанция пути
- ПЧ-7 Волгоградская дистанция пути
- ПЧ-9 Чирская дистанция пути
- ПЧ-16 Петроввалская дистанция пути
- ПЧ-17 Сарептская дистанция пути
- ПЧ-19 Волгодонская дистанция пути
- ПЧ-21 Качалинская дистанция пути

### Дистанции сигнализации, централизации и блокировки
- ШЧ-8 Петроввальская дистанция СЦБ
- ШЧ-10 Волгоградская дистанция СЦБ
- ШЧ-14 Дистанция СЦБ им. М. Горького

### Дистанции электрификации и энергоснабжения
- ЭЧ-2 Волгоградская дистанция электроснабжения
- ЭЧ-6 Петроввальская дистанция электроснабжения

### Вагонные и вагоноремонтные депо
ВЧДЭ-12 вагонное эксплуатационное депо им. М. Горького

### Дистанции гражданских сооружений, водоснабжения и водоотведения
НГЧ-2 Волгоградская дистанция гражданских сооружений

## Управления
Органы управления расположены по адресу: 400066 город Волгоград, ул. Коммунистическая, 9А
Начальник отделения — Заставной Александр Петрович